# Österreichisches Kolleg für Kunsttherapie
Das Österreichische Kolleg für Kunsttherapie (ÖKfKT) ist die älteste kunsttherapeutische Weiterbildungseinrichtung in Österreich. Es wurde 1991 im Rahmen des internationalen Symposiums Kunst und Therapie (Elisabeth McGlynn, Mauricio Peciccia, Karl-Heinz Menzen u. a.) am polycollege Stöbergasse in der Tradition der Wiener Erwachsenenbildung (Rotes Wien) gegründet und ist seit 2003 als gemeinnütziger Verein – ähnlich psychotherapeutischen Ausbildungsvereinen – organisiert. Kunsttherapie wird in Österreich ausschließlich von privat organisierten Bildungsträgern (Profit oder Non-Profit) als berufliche Weiterbildung angeboten, da es noch keinen gesetzlichen Rahmen für eine akademische grundständige Ausbildung auf Fachhochschulen oder Universitäten gibt.

## Ziele
- Ausbildungsverein zur Kunsttherapie nach dem Rahmencurriculum des Österreichischen Fachverbandes für Kunst- und GestaltungstherapeutInnen (ÖFKG) und europäischen Standards der ECArTE – The European Consortium for Arts Therapies Education.
- Berufliche und gesundheitspolitische Anerkennung der Kunsttherapie als Psychotherapie nach dem Österreichischen Psychotherapiegesetz – kurz PthG – ähnlich dem Psychodrama oder der  Konzentrativen Bewegungstherapie
- Ausbildungspolitische Anerkennung der Kunsttherapie an einer Fachhochschule oder Kunstuniversität in Österreich